# Königreich von Hotan

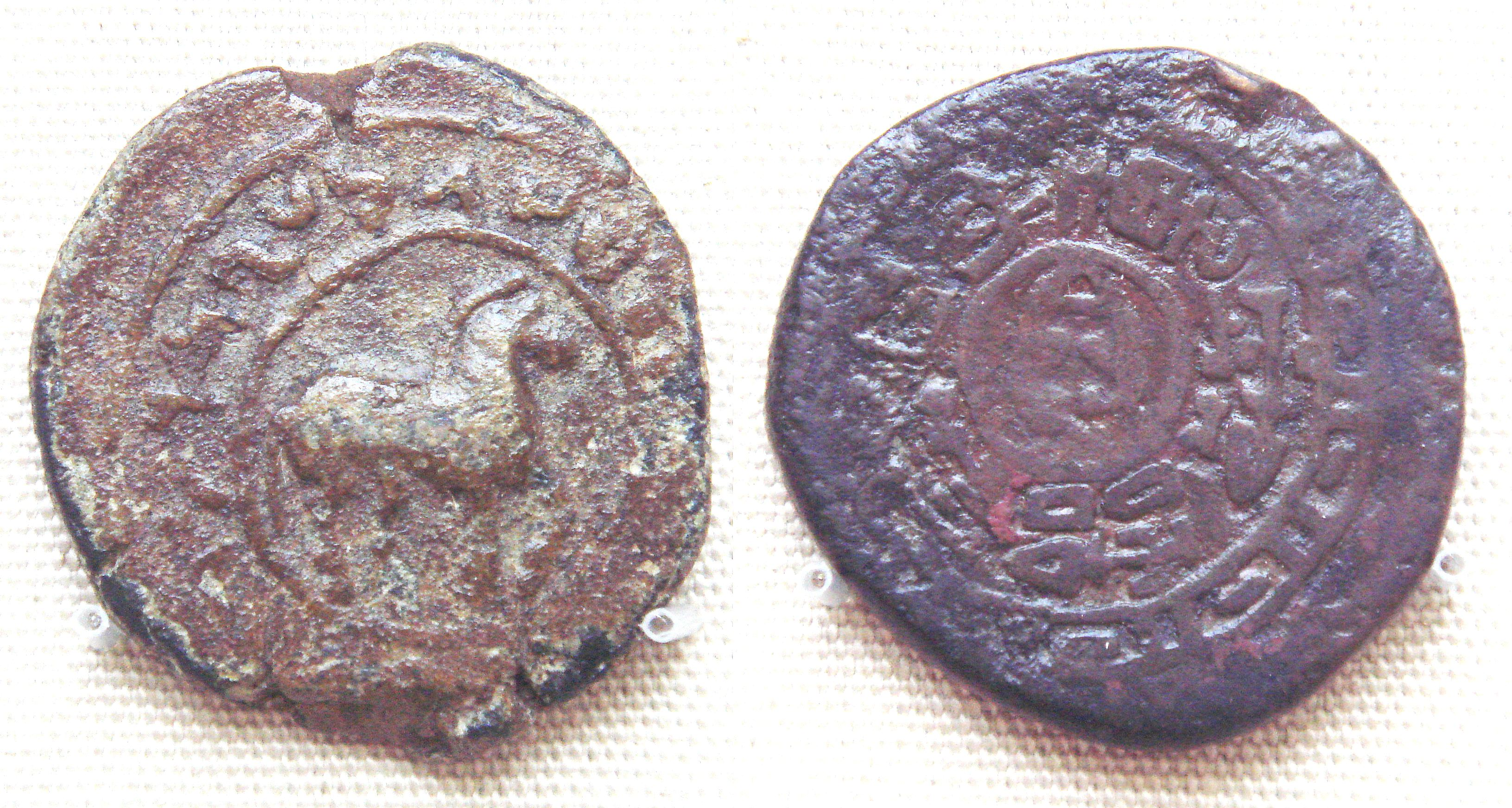
Hotanische Münze des ersten Jahrhunderts

Das Königreich von Hotan war ein buddhistisches Königreich an der Seidenstraße, das vom ersten bis zum zehnten nachchristlichen Jahrhundert bestand. Das Reich und seine Hauptstadt Hotan (Khotan), bei der es sich im Wesentlichen um eine Oasenstadt handelt, liegen im Nordwesten der heutigen Volksrepublik China. Das Gebiet wurde früher auch als „Chinesisch-Turkestan“ bezeichnet.

## Geschichte

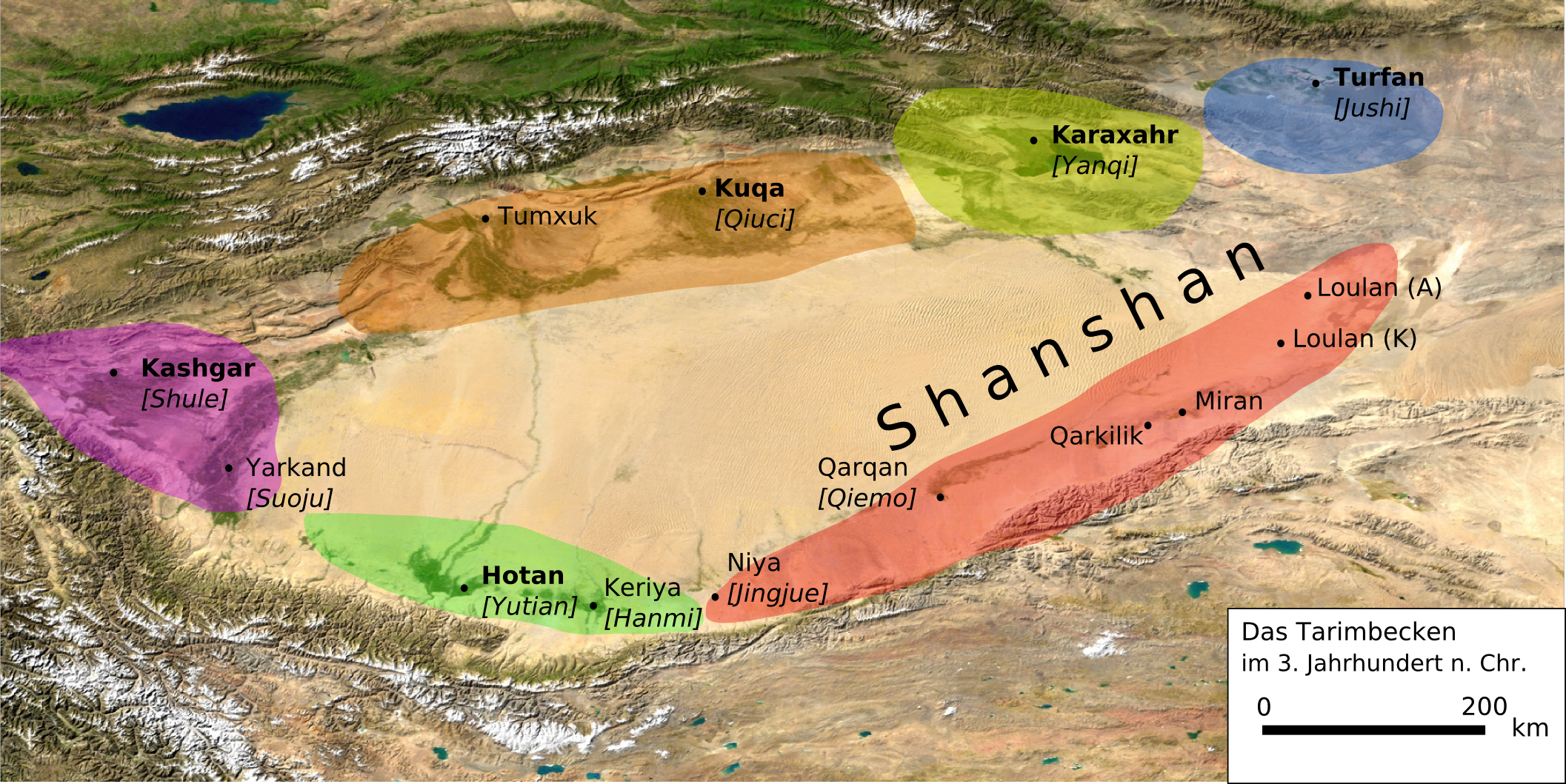
Das Tarimbecken im 3. Jahrhundert n. Chr. Das Reich von Hotan ist grün eingefärbt.

Die Frühgeschichte Khotans ist dunkel; spätere, buddhistisch geprägte Legenden sind ohne historische Aussagekraft. Das Reich von Khotan erscheint erstmals um Christi Geburt in chinesischen Quellen. So wird berichtet, dass eine khotanesische Gesandtschaft den chinesischen Hof unter Wudi besuchte. In dieser Zeit besaß Khotan bereits die Vorherrschaft über Teile des westlichen Tarimbeckens, König Guangde (廣德, Guǎngdé) eroberte 61 n. Chr. sogar Yarkand. Allerdings wurde Hotan von den expandierenden Xiongnu bedroht, weshalb auf Bitten Guangdes der chinesische General Ban Chao die Xiongnu in den Jahren 73 und 74 vertrieb. In diese Gegend wurde nun ein chinesischer Statthalter eingesetzt. Das Königreich von Hotan wurde eine Art Vasallenstaat von China, spielte aber als Ort an der Seidenstraße eine bedeutende Rolle bei der Vermittlung zwischen Ost und West.
Im 3. Jahrhundert beherrschte Khotan nach dem Bericht des Weilüe immer noch mehrere Königreiche im südwestlichen Tarimbecken. Im 5. Jahrhundert sandte ein sassanidischer Herrscher Geschenke über Hotan nach China. Mehrmals wird von Gesandten am chinesischen Hof berichtet. Kulturell verband das Reich Einflüsse aus Iran, Indien und China. Im Reich von Hotan wurde eine sakische Sprache gesprochen. Die chinesischen Pilger Faxian (ca. 337–422), Songyun (um 520) und Xuanzang (603–664), die Hotan auf ihren Reisen besuchten, beschrieben es als reiches Land mit mehreren buddhistischen Klöstern.
Im 6. Jahrhundert wurde das Reich ein Vasall der Hephthaliten (die sogenannten Weißen Hunnen) und geriet nach der Vernichtung von deren Reich (um 560) in Abhängigkeit von den Göktürken.
In der Tang-Dynastie wurde Chinas Interesse am Tarim-Becken wieder größer, weshalb 648 eine chinesische Garnison als Teil der „Vier Garnisonen von Anxi“ in Khotan stationiert wurde. 670 fiel Khotan kurzzeitig unter tibetische Herrschaft, die dann um 700 von China abgelöst wurde, bevor es gegen 790 wieder von den Tibetern erobert wurde. In der Folgezeit wurde Khotan von dem allgemeinen Niedergang des Tarimbeckens erfasst.
Mitte des 9. Jahrhunderts kamen Uiguren, die nach dem Untergang ihres Kaganats nach Westen wanderten, und errichteten in Kocho ein Königreich, das das östliche Tarimbecken, darunter auch Khotan, umfasste. Staatsreligion war der von den Uiguren mitgebrachte Manichäismus, die Turkisierung des Gebietes schritt voran.
1006 wurde das Reich von Hotan schließlich von den Muslimen erobert und ging endgültig unter.

## Kunst

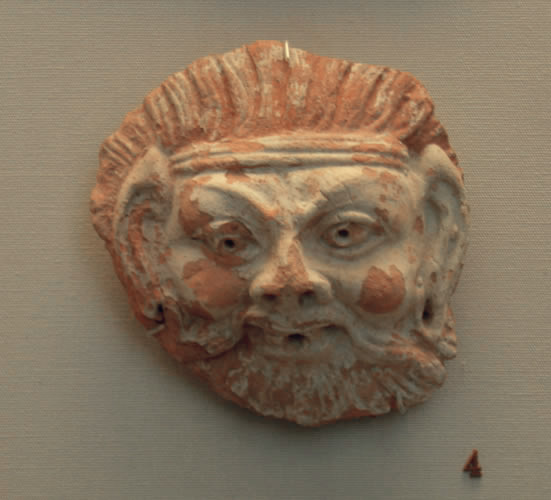
Groteske Maske, Stuck, 7.–8. Jahrhundert

Die Kunst im Königreich von Hotan ist wie bei vielen Stadtstaaten an der Seidenstraße von besonderer Bedeutung, da sie östliche und westliche Elemente vereinigt. Sie ist vor allem buddhistisch geprägt.
Die Architektur ist vor allem durch buddhistische Kloster bekannt. Rawak Vihara war eine Klosterstadt. Hier befand sich ein Stupa, der einst wohl 12 m hoch war. Er ist auf einer breiten viereckigen Plattform erbaut. An jeder Seite führt eine Treppe hinauf. Es entstand ein kreuzförmiger Grundriss. Der ganze Bau befand sich in einer 50 × 44 m großen Einfriedung. Diese Umfassungsmauer war reich mit Stuckskulpturen von Buddhas dekoriert. Der ganze Bau zeigt starken westlichen Einfluss. Der Grundriss des Stupa ähnelt vergleichbaren Bauten in Peschawar und Afghanistan. Das Gleiche gilt für die hier gefundene Plastik. Ein Buddhakopf, der sich heute in New York befindet, soll von hier stammen und scheint identisch zu solchen aus dem Bereich der Gandharakunst, die wiederum stark hellenistisch beeinflusst ist.
Im Kloster bei Dandan Uilik fanden sich viele Malereien, die wiederum starken indischen Einfluss zeigen.